# Carice
Carice (Haïtiaans-Creools: Karis) is een gemeente in Haïti met 13.600 inwoners. 
De plaats ligt in het Massif du Nord, 40 km ten zuidoosten van de stad Cap-Haïtien. De gemeente maakt deel uit van het arrondissement Vallières in het departement Nord-Est.
Er worden citrusvruchten, koffie en maniok verbouwd.

## Indeling
De gemeente bestaat uit de volgende sections communales:
| Nr. | Naam         | Km²   | Inw.2015 |
| --- | ------------ | ----- | -------- |
| 1   | Bois Camelle | 22,39 | 2.516    |
| 2   | Rose Bonite  | 33,58 | 11.099   |